# Гъбчовците
„Гъбчовците“ (на английски: The Fungies!) е американски анимационен сериал, създаден от Стивън Ниъри и е продуциран от Картун Нетуърк Студиос за Ейч Би О Макс. Първата част от първия сезон е излъчен премиерно на 20 август 2020 г. по Ейч Би О Макс, и е последван от втората част на сезона, излъчен на 8 октомври 2020 г. По-късно сериалът се излъчва по Картун Нетуърк на 4 юни 2021 г.

## В България
В България сериалът е излъчен по стрийминг платформата „Ейч Би О Макс“ с дублаж на български език, записан в студио „Про Филмс“. Ролите се озвучават от Сотир Мелев, Мария Бояджиева, Марио Иванов, Ива Стоянова, Стефан Иванов, Денислав Димитров и други. Режисьор на дублажа е Симеон Дамянов, а преводът е на Найден Маргов.